# Spaceballs
Spaceballs (conocida como S.O.S. Hay un Loco Suelto en el Espacio en Hispanoamérica, La guerra de los Esféricos en México y La loca historia de las galaxias en España) es una película estadounidense de comedia dirigida por el actor y director Mel Brooks en 1987.
Su argumento es básicamente una parodia de la saga Star Wars, aunque también incluye guiños a películas como Star Trek, Alien, El planeta de los simios, El mago de Oz, El puente sobre el río Kwai y First Blood.

## Trama
Skroob (Pol en España y Sekub en Latinoamérica) intenta robar el aire del planeta Druidia. En la nave Spaceball 1, Dark Helmet (Casco Oscuro en España y Gran Yelmo en Latinoamérica), le lanza un rayo al sargento Ricco por haberlo desobedecido. El coronel Harland Sandurz explica el plan y Dark Helmet le dice a los espectadores que si han entendido. La princesa Vespa escapa de su boda, que era con el príncipe Valium. Ella y su robot Dot Matrix, se escapan en una nave. Mientras, Lone Starr (Astro Solitario en Latinoamérica) y Barf (Vómito Barf en España y Vasca en Latinoamérica), reciben una llamada the Pizza the Hutt, que quiere un millón de dólares espaciales o sino Vinnie (su secuaz) y él llamarán a alguien por ellos, mientras Skroob se entera de que Vespa está a la vista.  
Después de un intento fallido de teletransportación, que terminó con Skroob con los brazos y cabeza al revés, él se va caminando al cuartel. Dark Helmet va a atrapar a la princesa, a pesar de la incompetencia de sus secuaces, pero Lone Starr y Barf la rescatan, para que su padre les dé un millón por esto. Dark Helmet se da cuenta de que Lone Star está haciendo esto. Lone Starr, Vespa, Dot Matrix y Barf usan la velocidad de la luz. Dark Helmet intenta usar una velocidad absurda, pero termina chocando. Los buenos se quedan sin gasolina y caen en las lunas de Vega. Después de esto, caminan en el desierto y botan las cosas de Vespa. Los spaceballs buscan el VHS de la película entre otros VHS de películas de Mel Brooks, como: "Los productores", "Doce sillas", "Locura en el oeste", "El joven Frankestein", "Silence movie" y "La loca historia del mundo". Encuentran el VHS y ven lo que ha pasado en la película hasta llegar a ese  momento y se ve lo que está pasando en aquel instante y se rompe la cuarta pared, hasta encontrar que los protagonistas están en la lunas de Vega.  
Los héroes son encontrados por una parodia de los Jawas, que los llevan ante Yogurt, que le enseña a Lone Starr el poder del Shwartz.  El presidente Skroob le dice a sus secuaces que peinen el desierto, pero Dark Helmet se lo toma muy literal. Yogurt, lee el medallón de Lone Starr, pero dice que aún no lo va a decir porque no es el momento indicado. En la noche, los malos descubren el escondite de Yogurt. Vespa es capturada por Dark Helmet, que se había disfrazado de Rey Roland. Lone Starr y Barf van a buscar a la princesa en el Águila 5, ya con combustible. Yogurt le da el anillo de Schwartz y una galleta de la fortuna. En el planeta Spaceball, el Rey Roland le dice la combinación del escudo, para evitar que le devuelvan su verdadera nariz a la princesa Vespa. La combinación es 1,2,3,4,5, que es la misma combinación del equipaje del presidente Skroob. Lone Starr y Barf rescatan a a la princesa y se van en el Águila 5.  
Mientras tanto, los spaceballs capturan a los dobles de acción. El Spaceball 1 se transforma en Megamaid (una parodia de la Estrella de la muerte de Star Wars),  que empieza a absorber con una aspiradora el aire de Druidia. Pero Lone Starr, con el poder del Shwartz, devuelve el aire al planeta Druidia. Lone Starr se baja para destruir el Spaceball 1, pero tiene un combate con Dark Helmet, en el que Lone Starr gana y hace que Dark Helmet tropiece apretando el botón de autodestrucción. Skroob, Sandurz y Dark Helmet, intentan huir, pero otros spaceballs se llevan las cápsulas y ellos intentan apretar el botón de cancelación de autodestrucción, pero está descompuesto. Megamaid termina explotando, mientras la cabeza y el brazo roto de ella, están flotando en el espacio.  
En las noticia se ve que Pizza the Hutt se comió a sí mismo mientras estaba atrapado en una limosina. Vespa se encuentra de nuevo con su padre y Lone Star se va triste a una cafetería con Barf. Aparece ahí un alien que canta, "Hello, my baby", canción que cantó Michigan the Frog en un Merry Melodies. Se van y Barf está hambriento, por lo que abre la galleta de la fortuna de Yogurt, que al abrirla aparece Yogurt que le dice a Lone Starr que es un príncipe. 
Al desaparecer dice: "Que la Schwartz te acompañe". Se van a detener la boda. La cabeza y el brazo de la Megamaid caen en un planeta y unos monos se acercan en caballos y el primer mono dice: "Qué son esas cosas que salen de su nariz" . El segundo mono mira a través de sus binoculares y ve a Skroob, Sandurz y Dark Helmet bajando por la nariz de Megamaid con unas sábanas. Sandurz ya bajó y se encuentra en el suelo, Dark Helmet aún está bajando y más arriba de él viene descendiendo Skroob. Mientras, Dark Helmet dice: "Ay, cuidado con mi casco" a Skroob, Skroob se tropieza. El segundo mono dice en respuesta a su compañero: "¿Spaceballs?". El primer mono decepcionado dice: "Ay, caray, se nos acabó el planeta". Lo que sucede después se sabrá en la secuela del 2027, "Spaceballs 2". Lone Starr aparece en la boda y Vespa decide casarse con él. La película termina con el Águila 5 soltando las letras: "Que la Schwartz te acompañe". 

### Elenco
- Bill Pullman: interpreta a Lone Starr, una parodia de Luke Skywalker y Han Solo. Se viste como Indiana Jones. 
- John Candy: interpreta a Barf, una parodia de Chewbacca. 
- Daphne Zuniga: interpreta a la Princesa Vespa, una parodia de la princesa Leia Skywalker. 
- Rick Moranis: interpreta al antagonista secundario de la película, Dark Helmet, una parodia de Anakin Skywalker, más conocido como Darth Vader. 
- George Wayner: interpreta al Coronel Harland Sandurz, una parodia de Gran Moff Tarkin, cuyo nombre está inspirado en el Coronel Harland Sanders, fundador de KFC. 
- Mel Brooks: interpreta a dos personajes, Yogurt, parodia de Yoda; y el Presidente Skroob, parodia de el Emperador Palpatine, cuyo nombre iba a ser Skoorb, que era Brooks al revés. Sin embargo, a Mel Brooks le pareció que sonaba mejor Skroob. 
- Joan Rivers: interpreta a Dot Matrix, parodia de C3PO (no hay una parodia a R2D2). 
- Michael Winslow: interpreta al técnico de radar, haciendo los efectos especiales de esa escena. 
- Dom Deluise: interpreta a Pizza the Hutt, parodia a Jabba the Hutt. 
- Michael York: interpreta a uno de los monos, una parodia al Planeta de los simios. 
- Leslie Bevis. interpreta a Comandate Zircón, se discute de quién es parodia en Star Wars. Hay tres alternativas, que sea una parodia de Almirante Motti o que sea de Jerjerrod o de Piett.  
- Rudy de Luca: interpreta a Vinnie, que es una parodia de Bib Fortuna, ex ayudante de Jabba the Hutt y de Boba Fett.  
- Jim J. Bullock: interpreta al príncipe Valium, una parodia al Príncipe Valiente, personaje de la literatura clásica infantil. 
- Dick Van Patten: interpreta al Rey Roland, una parodia de Bail Organa, padre adoptivo de la princesa Leia. 
- Ronny Graham: interpreta al sacerdote que va a casar a Vespa con el Príncipe Valium. 
- Jeff MacGregor: interpreta a Snotty, una parodia a Scotty de Star Trek. 

## Serie animada
Impulsado por el estreno de la serie Star Wars: The Clone Wars, Mel Brooks decidió hacer una serie basada en esta película. La misma está hecha con animación flash, muestra capítulos de media hora y presenta parodias de películas como Harry Potter, The Terminator, videojuegos como Mario Bros. y Resident Evil, e incluso hay un capítulo que parodia los episodios 1, 2 y 3 de Star Wars en el que se cuenta la historia de Dark Helmet. Mel Brooks se encargó de los guiones y volvió a interpretar los papeles de Yogur y el presidente de los Spaceballs; al igual que Daphne Zuniga, quien interpreta a la princesa Vespa y Rick Moranis volviendo como Casco Oscuro.